# بوريليا سينيكا
بوريليا سينيكا (بالإنجليزية: Borrelia sinica)‏ هي نوع من البكتيريا، سلبية الغرام، تتبع البوريليا. ترتبط مع داء لايم.